# Thiago Peixoto
Thiago Mello Peixoto da Silveira (Brasília, 22 de julho de 1974) é um economista e político brasileiro filiado ao Partido Social Democrático (PSD).

## Biografia
Formou-se em Economia na Pontifícia Universidade Católica de São Paulo (PUCSP). Pós-graduado em Gerenciamento de Projetos, pela Universidade da Califórnia e Mestre em Administração Pública, pela Universidade de Harvard, nos Estados Unidos.

## Trajetória Política
Ingressou na vida pública, sendo eleito deputado estadual no ano de 2006, pelo Partido do Movimento Democrático Brasileiro (PMDB).
Eleito deputado federal em 2010, assumiu a Secretaria Estadual de Educação do estado goiano no governo de Marconi Perillo (PSDB).
Após sair do PMDB, migrou para o Partido Social Democrático (PSD). Foi reeleito para deputado federal com 79.666 votos.
Após a eleição volta ao governo de Marconi Perillo (PSDB), assumindo a Secretaria de Gestão e Planejamento.
Retorna à Câmara dos Deputados, em julho de 2016 dando prosseguimento ao mandato de deputado federal.
Votou a favor do Processo de impeachment de Dilma Rousseff. Posteriormente, foi também favorável à PEC do Teto dos Gastos Públicos. Em abril de 2017 votou a favor da Reforma Trabalhista.  Em agosto de 2017 votou contra o processo em que se pedia abertura de investigação do então Presidente Michel Temer, ajudando a arquivar a denúncia do Ministério Público Federal.

### Desempenho eleitoral
| Ano  | Cargo                      | Partido | Votos  | Resultado | Ref.   |
| ---- | -------------------------- | ------- | ------ | --------- | ------ |
| 2006 | Deputado estadual de Goiás | PMDB    | 38.096 | Eleito    | [ 4 ]  |
| 2010 | Deputado federal por Góiás | PMDB    | 90.719 | Eleito    | [ 13 ] |
| 2014 | Deputado federal por Goiás | PSD     | 79.666 | Eleito    | [ 14 ] |

## Vida pessoal
Thiago Peixoto é filho do ex-ministro Flávio Rios Peixoto da Silveira ; neto do deputado federal Peixoto da Silveira; trineto do senador Tubertino Ferreira Rios.
Sua mãe, Denise Teixeira Mello, é sobrinha-neta de Pedro Ludovico Teixeira, fundador de Goiânia.
É casado com Paula Barreto Peixoto da Silveira.